# Sodziany
Sodziany (deutsch Sodehnen) war ein Ort im Kreis Preußisch Eylau in Ostpreußen. Seine Ortsstelle liegt im Gebiet der Landgemeinde Górowo Iławeckie (Landsberg) im Powiat Bartoszycki (Kreis Bartenstein) der polnischen Woiwodschaft Ermland-Masuren.

## Geographische Lage
Die Ortsstelle Sodziany liegt am Schwarzen See (polnisch Jezioro Czarne) unmittelbar im Bereich der Staatsgrenze Polen/Russland im Nordwesten der Woiwodschaft Ermland-Masuren. Bis zur ehemaligen und heute auf russischem Gebiet gelegenen Kreisstadt Preußisch Eylau (russisch Bagrationowsk) sind es zwölf Kilometer in östlicher Richtung, und die jetzige Kreismetropole Bartoszyce (deutsch Bartenstein) liegt 27 Kilometer entfernt in südöstlicher Richtung.

## Geschichte
Vor 1400 wurde der seinerzeitige Ort Zudainen als mittelgroßer Hof gegründet und nach 1414 Sitteinen, dann erst nach 1558 Sodehnen genannt. Im Jahre 1874 wurde der „Gutsbezirk Sodehnen“ in den neu gebildeten Amtsbezirk Rositten (heute russisch Bogatowo) im ostpreußischen Kreis Preußisch Eylau, Regierungsbezirk Königsberg, aufgenommen. 49 Einwohner zählte Sodehnen im Jahre 1910.
Am 30. September 1928 gab Sodehnen seine Eigenständigkeit auf und schloss sich mit dem Gutsbezirk Bornehnen (russisch ebenfalls Bogatowo) zur neuen Landgemeinde Bornehnen zusammen, die am 1. April 1938 in die Gemeinde Rositten eingegliedert wurde, aus der der „Ortsteil Sodehnen“ dann in den Gutsbezirk Stablack (Gartenstadt) (russisch Dolgorukowo) und in den gleichnamigen Amtsbezirk überführt wurde.
In Kriegsfolge kam 1945 das gesamte südliche Ostpreußen zu Polen. Sodehnen erhielt die polnische Namensform „Sodziany“. Seine Ortslage direkt im Grenzgebiet zu Russland machte eine Besiedlung wohl unmöglich. Der Ort gilt heute als untergegangen, und seine Stelle ist kaum noch auffindbar. Sie liegt im Gebiet der Gmina Górowo Iławeckie (Landgemeinde Landsberg) im Powiat Bartoszycki (Kreis Bartenstein), von 1975 bis 1998 der Woiwodschaft Olsztyn, seither der Woiwodschaft Ermland-Masuren zugehörig.

## Religion
Die Einwohner Sodehnens waren vor 1945 überwiegend evangelischer Konfession und bis 1938 in die Kirche Klein Dexen (heute russisch Furmanowo), danach in die neu erbaute Kirche Stablack (Gartenstadt) in der Kirchenprovinz Ostpreußen der Kirche der Altpreußischen Union eingegliedert.

## Verkehr
Die kaum noch erkennbare Ortsstelle von Sodehnen resp. Sodziany liegt an einer Nebenstraße, die bei Górowo Iławeckie (Landsberg) von der Woiwodschaftsstraße 511 (ehemalige deutsche Reichsstraße 134) abzweigt und über Dęby (Eichen) und Orsy (Orschen) bis an die Ortsstelle an der polnisch-russischen Grenze verläuft und vor 1945 bis nach Rositten (russisch Bogatowo) führte. Rositten war vor 1945 auch die nächste Bahnstation an der Bahnstrecke Heiligenbeil–Preußisch Eylau, die heute nicht mehr existiert.